# Дотик (фільм, 1973)
«Дотик» («Pieskāriens») — радянський художній фільм 1973 року, знятий режисером Ростиславом Горяєвим на Ризькій кіностудії.

## Сюжет
У картині — дві сюжетні лінії: життя і боротьба командира Червоної Армії Яна Фабриціуса, який трагічно загинув в авіаційній катастрофі наприкінці 1920-х років, і дії Айвара Клуціса, який пише про Фабриціуса сценарій.

## У ролях
- Гунарс Цілінський — Ян Фабриціус
- Людмила Максакова — Тамара Фабріціус
- Олена Алексєєва — Інга
- Роландс Загорскіс — Айвар Клуціс, журналіст
- Ліга Лієпіня — Христина
- Гіртс Яковлєвс — Роберт Гулбіс, редактор
- Валерій Баринов — Блінов
- Гелій Сисоєв — Пєтухов
- Михайло Хижняков — Севастьянов
- Костянтин Пилипенко — Балахович
- Луція Баумане — епізод
- Алфонс Калпакс — епізод
- Арнольд Лініньш — епізод
- Ія Маркс — епізод
- Петеріс Шоголовс — епізод
- Олександр Тереханов — епізод
- Ансіс Епнерс — епізод
- Германіс Ваздікс — епізод
- Яніс Філіпсон — епізод
- Марк Лебедєв — епізод
- Олексій Михайлов — епізод
- Михайло Іванов — мужик
- Віктор Нестеров — солдат

## Знімальна група
- Режисер — Ростислав Горяєв
- Сценарист — Алвіс Лапіньш
- Оператор — Гвідо Скулте
- Композитор — Ромуалдс Грінблатс
- Художник — Дайліс Рожлапа